# 红螺寺中学
红螺寺中学，全称为首都师范大学附属红螺寺中学，是北京市怀柔区的第一所公办寄宿制中学。学校位于怀柔城区北部，北大街和迎宾路交叉口东北角，北靠北京京北职业技术学院，南临怀柔区妇幼保健院。
2012年9月1日，学校成为首都师范大学合作共同体附属校，更名为首都师范大学附属红螺寺中学。演员白敬亭曾在该学校艺术班就读。

## 历史
1949年4月建校，原名河北省怀柔县立简易师范学校，校址位于现怀柔区第三小学。1950年迁往红螺寺，1954年改为中学，1958年复校，校址迁往现怀柔区第二中学。1962年8月并入通州师范，1971年再次在红螺寺复校。1987年5月迁至现址。
1992年时，该校共有11个班，在校学生415人，教职员工110人。

## 设施
学校占地26000平方米，建筑面积34000平方米。设有计算机教室、各科实验室、美术天光教室、音乐教室、琴房、舞蹈教室、排练厅、科技教室等。有300米塑胶跑道、标准足球场1块、篮球场2个。有清真餐厅、学生和教工共3个食堂，能为1000多名师生提供食宿。
学校被教育部认定为“2020年全国青少年校园篮球特色学校”。